# Яраг
Яраг (лезг. Ярагъ) — село в Хивском районе Дагестана. Входит в состав муниципального образования «Сельсовет Ургинский».

## География
Село расположено в 14 км к северо-западу от административного центра района — с. Хив.

## Население
| 1895 | 1926 | 1939 | 1970 | 1989 | 2002 | 2010 |
| ---- | ---- | ---- | ---- | ---- | ---- | ---- |
| 89   | ↗103 | ↗127 | ↘69  | ↘19  | ↘0   | →0   |
| 2021 |      |      |      |      |      |      |
| →0   |      |      |      |      |      |      |